# آب فوق خالص
با آب خالص اشتباه نشود!

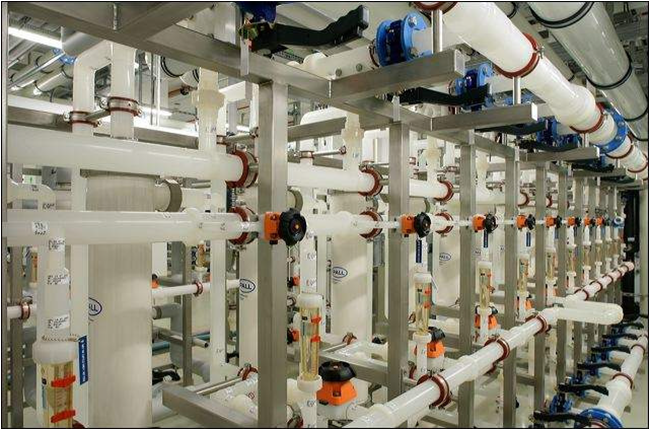
تاسیسات تهیهٔ آب فوق خالص با استفاده از لوله‌های PVDF

آب فوق خالص یا آب فراخالص (به انگلیسی: Ultrapure Water) به آبی گفته می‌شود که تا حد غیرمتداولی برابر مشخصات فنی خاصی خالص سازی گردیده‌است. از این آب معمولاً در صنایع ساخت نیم‌رساناها استفاده می‌شود. هدایت الکتریکی این آب می‌تواند به کمی ۰/۰۵۶ میکرو زیمنس نیز برسد. غالباً در زمان بررسی آب فوق خالص به جای سنجش رسانش الکتریکی از مقاومت الکتریکی با واحد مگااهم (که معکوس میکرو زیمنس است) استفاده می‌شود. به این ترتیب مقاومت الکتریکی آب فوق خالصی با هدایت الکتریکی ۰/۰۵۶ میکروزیمنس برابر ۱۸ مگا اهم است.
آب فوق خالص با آب دیونیزه شده که واژهٔ متداولی است تفاوت دارد.  آب فوق خالص نه تنها فاقد ذرات ارگانیک و گازهای محلول است، بلکه یک سیستم تهیهٔ آب فوق خالص شامل سه مرحله است: مرحلهٔ پیش تصفیه که تهیهٔ آب خالص است، یک مرحلهٔ اولیه برای خالص سازی بیشتر آب، و مرحلهٔ نهایی و پرهزینه‌ترین قسمت که تمیزکاری نهایی یا پولیش کاری آب می‌باشد.
جامع‌ترین استانداردهایی که الزامات ساخت آب فوق خالص را تعیین می‌کنند استاندارد ASTM D5127 و SEMI F63 می‌باشند.

## تاریخچه
در ابتدا، فناوری‌هایی مانند سختی‌گیری با زئولیت یا نرم کردن با آهک سرد، روش‌های پیشگام در تولید آب فوق خالص بود. پس از آن، آب دیونیزه شده که با کشف رزین‌های مصنوعی تبادل یونی در سال ۱۹۳۵ و سپس در دهه ۱۹۴۰ تجاری شد پیشرفت بعدی بود. سیستم‌های آب دیونیزه با استفاده از روش تبادل یونی برای تولید آب «خلوص بالا» به کار می‌رفتند که با اندازه‌گیری مقاومت یا هدایت الکتریکی آب بررسی می‌شدند. پس از اینکه غشاهای RO در دهه ۱۹۶۰ ظهور کردند، سیستم‌های اسمز معکوس به همراه تصفیه تبادل یونی در نهایت رایج شد. الکترو وایونش (EDI) در دهه ۱۹۸۰ تجاری شد و این تکنولوژی در حال حاضر به‌طور معمول برای تصفیه و ساخت آب فوق خالص استفاده می‌شود.

## کاربردها
آب فوق خالص از راه‌های مختلفی برای رسیدن به استانداردهای کیفیت برای کاربردهای مختلف ساخته می‌شود. استفاده‌کنندگان اصلی آب فوق خالص شامل این صنایع می‌شوند: صنایع ساخت نیم‌رسانا، نیروگاه‌های فتوولتائیک خورشیدی، داروسازی، تولید انرژی (دیگ‌های فوق بحرانی و زیربحرانی) و کاربردهای خاص مانند آزمایشگاه‌های تحقیقاتی. اصطلاح «آب فوق خالص» در اواخر دهه ۱۹۷۰ و اوایل دهه ۱۹۸۰ به عنوان راهی برای توصیف کیفیت خاص آب مورد استفاده در نیروگاه‌ها، صنایع دارویی یا نیم‌رسانا‌ها مورد استفاده قرار گرفت.
در حالی که هر صنعتی آنچه را که استفاده می‌کند «آب فوق خالص» می‌نامد، استانداردهای کیفیت هر کدام متفاوت است. به این معنی که آب فوق خالص استفاده شده توسط صنایع داروسازی با آب فوق خالص صنایع نیم‌رسانا یا نیروگاه متفاوت است. استانداردها حدود و شرایط آب فوق خالص را تعیین می‌کنند. به عنوان مثال، صنایع نیم‌رسانا از آب فوق خالص به عنوان یک عامل تمیزکننده استفاده می‌کنند، بنابراین مهم است که آب فاقد آلودگی‌های حل شده که می‌تواند رسوب کند باشد یا ذراتی که ممکن است در مدارها قرار بگیرند و باعث ایجاد شکست شوند. در نیروگاه‌های برق از آب فوق خالص به عنوان منبعی برای ساخت بخار برای چرخاندن توربین‌های بخار استفاده می‌شود؛ در صنایع دارویی آب فوق خالص به عنوان یک عامل تمیزکننده و همچنین یک ماده درون محصولات استفاده می‌شود، به همین دلیل آنها به دنبال آب بدون اندوتوکسین، میکروب و ویروس هستند.
امروزه مبادله یونی (IX) و الکترو-وایونش (EDI)، تکنولوژی‌های اصلی یون زدایی مرتبط با تولید آب فوق خالص هستند که در بیشتر موارد پس از اسمز معکوس (RO) انجام می‌شوند. با توجه به کیفیت آب مورد نیاز، کارخانه‌های تصفیه آب فوق خالص اغلب شامل این موارد می‌باشند: سیستم‌های گاززدایی، میکروفیلتراسیون یا ریزپالایش، اولترافیلتراسیون یا فراپالایش، اشعه ماوراء بنفش و ابزارهای اندازه‌گیری (برای مثال: کل کربن آلی (TOC)، مقاومت/هدایت، ذرات، pH و تجهیزات اندازه‌گیری ویژه برای یون‌های خاص).

## انواع آب از نظر درجه خلوص

### آب فوق خالص در صنایع الکترونیک
استانداردهای مختلف الزامات و گروهبندی‌های متفاوتی برای آب فوق خالص تعیین می‌کنند. در استاندارد ASTM D5127 برای مثال ۷ گرید یا درجه مختلف برای آب صنایع الکترونیک مشخص شده‌است که به صورت زیر است:
نوع E-1: این آب به عنوان آب میکروالکترونیک طبقه‌بندی می‌شود که در تولید دستگاه‌هایی با طول خطی بین ۰/۵ تا ۱/۰ میکرومتر استفاده می‌شود.
نوع E-1.1: این آب به عنوان آب میکرو الکترونیک طبقه‌بندی می‌شود که در تولید دستگاه‌هایی با طول خطی بین ۰/۲۵ و ۰/۳۵ میکرون استفاده می‌شود.
نوع E-1.2: این آب به عنوان آب میکرو الکترونیک طبقه‌بندی می‌شود که در تولید دستگاه‌هایی با طول خطی بین ۰/۰۹ و ۰/۱۸ میکرون استفاده می‌شود.
نوع E-1.3: این آب به عنوان آب میکرو الکترونیک طبقه‌بندی شده‌است که در تولید دستگاه‌هایی با طول خطی بین ۰/۰۶۵ تا ۰/۰۳۲ میکرومتر استفاده می‌شود. این نوع آب حد نهایی عملی تولید آب خالص شده در حجم‌های بزرگ است و برای حساس‌ترین استفاده‌های میکرو الکترونیک مورد استفاده قرار می‌گیرد. آب ASTM Type E-1.3 مشابه آب با کیفیت SEMI F603 نسخه ۲۰۱۰ می‌باشد.
نوع E-2: این آب به عنوان آب میکرو الکترونیک طبقه‌بندی می‌شود که در تولید دستگاه‌هایی با ابعاد بین ۱ تا ۵ میکرومتر استفاده می‌شود.
نوع E-3: این درجه آب به عنوان آب ماکرو الکترونی طبقه‌بندی می‌شود که در تولید دستگاه‌هایی با ابعاد بزرگتر از ۵ میکرومتر استفاده می‌شود. از این گرید می‌توان برای تولید اجزای بزرگتر و برخی از اجزای کوچک که توسط مقدار ناچیزی ناخالصی متأثر نمی‌شوند استفاده کرد.
نوع E-4: از این گرید می‌توان به عنوان آب مورد استفاده در صنایع اندودکاری (به انگلیسی: Plating) و برای کاربردهای دیگر که در آن استفاده از آب با کیفیت کمتر مخرب نیست استفاده کرد.

| پارامتر                                         | E-1.1 | E-1.3 | E-4  |
| ----------------------------------------------- | ----- | ----- | ---- |
| مقاومت الکتریکی در دمای ۲۵ درجه سلسیوس          | ۱۸/۱  | ۱۸/۲  | ۰/۵  |
| کربن ارگانیک کل، TOC برحسب μg/L                 | ۵     | ۱     | ۱۰۰۰ |
| باکتری بر حسب CFU/Volume در ۱۰۰ میلی لیتر نمونه | ۵     | N/A   | ۱۰۰  |
| سولفات، μg/L                                    | ۰/۱   | ۰/۰۵۰ | ۵۰۰  |
| کلسیم، μg/L                                     | ۰/۰۵  | ۰/۰۰۱ | -    |
| منیزیم، μg/L                                    | ۰/۰۵  | ۰/۰۰۱ | -    |

### آب فوق خالص در صنایع داروسازی

#### آب قابل تزریق
رسیدن به کیفیت مورد نیاز "آب قابل تزریق" بسیار دشوار می‌باشد و باید الزامات آب تزریقاتی که در استاندارد USP XXI تعریف می‌شود برآورده شود. در این استاندارد الزامات شیمیایی و میکروبیولوژیکی و تب‌زا (به انگلیسی: pyrogenic) سختگیرانه‌ای وجود دارد. این آب باید فاقد کلراید و مواد افزودنی باشد، که این باعث جلوگیری از استفاده کلر به عنوان یک عامل کنترل میکروبی می‌شود.
در USP XXI دو روش قابل قبول تولید آب تزریقاتی وجود دارد؛ تقطیر و اسمز معکوس. برای تولید آب تزریقاتی مطابق الزامات USP برای اطمینان خاطر بودن از هر درجه کیفی آب باید از یک سیستم RO دوگانه استفاده گردد، به ویژه در مناطق بیولوژیکی و گونه‌های پریژنیک. همه دستگاه‌های غشایی دارای آب‌بند (به انگلیسی: Seal) و اورینگ (به انگلیسی: O-ring) هستند و در طول دوره خاموش بودن دستگاه این مواد آب بندی خاصیت خود را کمی از دست می‌دهند و مقدار کمی از باکتری‌ها، آلودگی‌ها و غیره ممکن است از آنها عبور کنند. در کنار این، اگر سوراخ‌سوزنی (به انگلیسی: Pin-hole) در هر پیکربندی غشاء پیدا شود، استفاده از این سیستم دوگانه عبور، محافظت بیشتری را تضمین خواهد کرد.
به دلیل سختی‌ها و پیچیدگی‌هایی که در نگهداری سیستم‌های اسمزمعکوس وجود دارد و همچنین وابستگی زیاد این دستگاه‌ها به شرایط آب ورودی، برای تولید آب تزریقاتی بیشتر از روش تقطیر استفاده می‌شود. سیستم‌های موجود که در دماهای بالا کار می‌کنند، و در دمای ۸۰ درجه سلسیوس ثابت می‌مانند اما به‌طور مداوم آب را بازگردش نمی‌کنند اگر روزانه آب تولیدی اضافی خود را دور بریزند، قابل قبول هستند.